# Villijs Kacs
Villijs Kacs (auch Wulf „Willy“ Katz; * 15. Apriljul. / 28. April 1912greg. in Riga; † 1941) war ein lettischer Fußballspieler.

## Karriere und Leben
Villijs Kacs wurde im Jahr 1912 in Riga in die Familie des Kaufmanns David Kacs (1880–?) und seiner Frau Ita (geb. Wischnewsky, 1885–?) geboren. 1938 heiratete er Ida Barik (geb. 1918). Diese Ehe wurde später geschieden. Er hatte zwei Brüder – den Zwillingsbruder Leiba (auch Leib genannt, 1912–1989) und den älteren Bruder Josef (1910–1983). Leiba war ebenfalls als Fußballspieler aktiv, während Josef sich mit Boxen beschäftigte und zu Sowjetzeiten Chef des Boxverbandes in der Lettischen SSR war.
Kacs begann seine Fußballkarriere als Jugendspieler bei Makkabi Riga und wechselte 1931 zum SV Kaiserwald Riga, einem Verein der deutschbaltischen Bewohner der Stadt. 1932 wechselte Kacs zu Hakoah Riga. Mit Hakoah stieg er in seinem ersten Jahr in die Virslīga, der höchsten lettischen Spielklasse auf. Bis zum Einmarsch der Roten Armee in Lettland während des Zweiten Weltkriegs spielte Kacs für Hakoah in der Virslīga. 1941 spielte er kurzzeitig für Dinamo Riga. Kacs bestritt 1935 zwei Spiele für die lettische Nationalmannschaft und war damit der zweite jüdische Fußballspieler nach Iļja Vestermans, der für die Nationalmannschaft des baltischen Staates spielte. Sein Debüt für Lettland gab er am 21. August 1935 gegen Litauen während des Baltic Cup. Unter dem ungarischen Nationaltrainer Ferenc Voggenhuber absolvierte Kacs einen Monat später gegen den gleichen Gegner sein letztes Länderspiel.
Kacs nahm als Soldat in den Reihen der Roten Armee am Deutsch-Sowjetischen Krieg teil und fiel im Jahr 1941.